# Forumopera.com
Forumopera.com, gegründet 1999, ist ein französischsprachiges Webzine, das sich der Oper widmet.

## Geschichte

### Herkunft

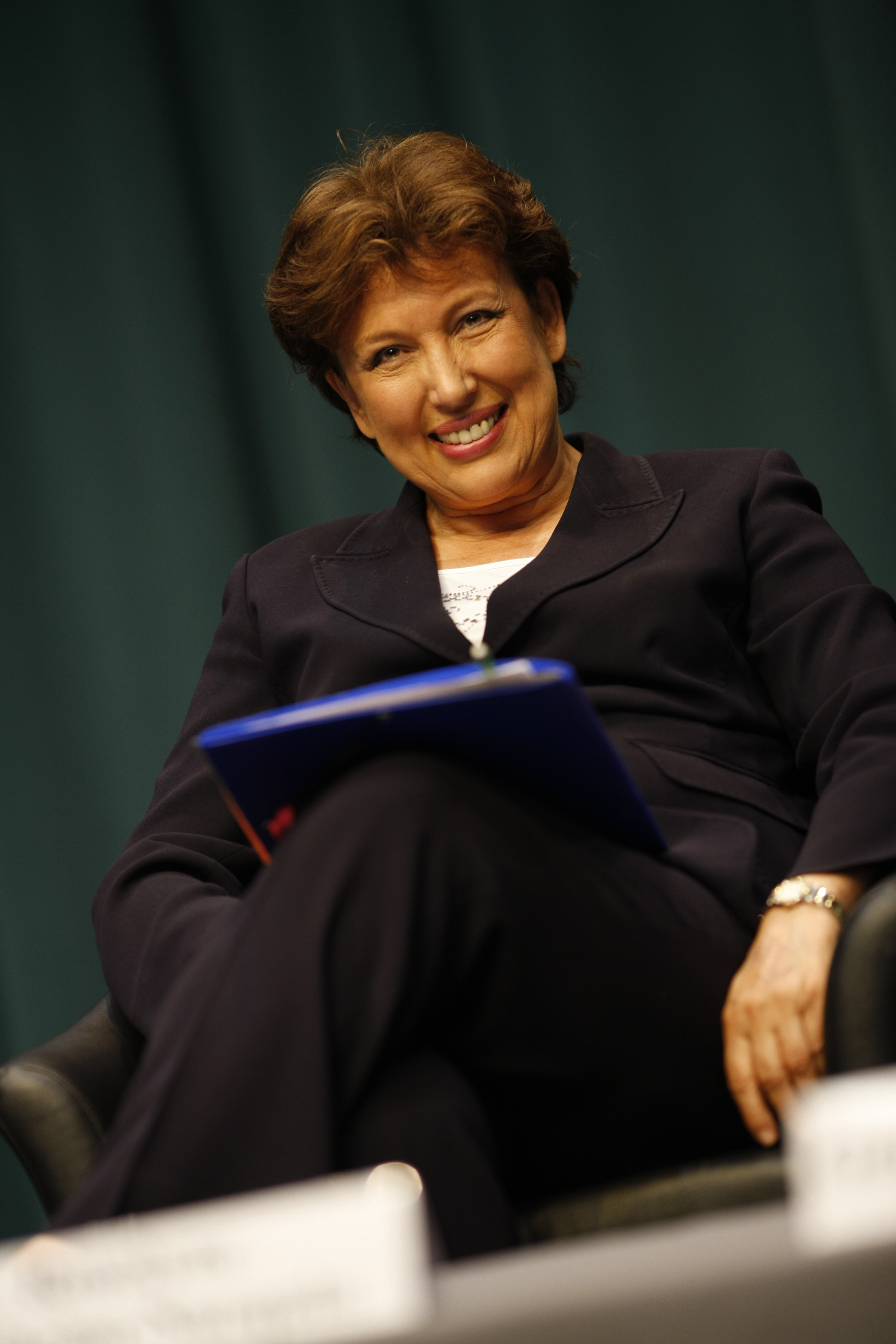
Roselyne Bachelot

Forumopera.com wurde 1999 gegründet und wird von seinem Gründer Camille de Rijck geleitet. Forumopera.com ist der Pionier der französischsprachigen Opernportale.

### Entwicklung
Im Jahr 2001 wurde das Forum zu einem Webzine. Seitdem wird das Design von einer unabhängigen Redaktion unterstützt, die thematische Dossiers, Rezensionen von Shows, Schallplatten, Podcasts und Videointerviews online stellt.
Seit 2004 wird die Redaktion von Christophe Rizoud geleitet. Ein vergrößertes Team arbeitet vor Ort. Seine Struktur umfasst etwa dreißig Redakteure, die in verschiedenen europäischen Ländern verteilt sind, darunter Sylvain Fort von Classica und Roselyne Bachelot.

### Crowdfunding
Im Jahr 2014 nutzt Forumopera.com die Schwarmfinanzierung, um eine neue Version seiner Website einzurichten. Das daraus resultierende Update, das es den Lesern ermöglicht, veröffentlichte Artikel zu kommentieren, beschleunigt die Entwicklung des Webzines, das so zu einer wichtigen Referenz im Bereich der Oper wird.

### Anwesenheit
Forumopera.com empfängt rund 150.000 Besucher pro Monat mit 350.000 Seitenaufrufen. Seit 2011 ist diese Zahl stetig gestiegen.